# Lucasfilm Animation
Lucasfilm Animation Ltd. LLC é a divisão de animação da Lucasfilm, fundada em 2003. Suas primeiras grandes produções foram o longa-metragem Star Wars: The Clone Wars e sua série de televisão associada, ambos os quais estrearam em 2008. Em setembro de 2016, Dave Filoni, conhecido por suas contribuições para Star Wars: The Clone Wars e Star Wars Rebels, aceitou uma promoção para supervisionar o desenvolvimento de todos os projetos futuros da Lucasfilm Animation.

## Lucasfilm Animation Singapore

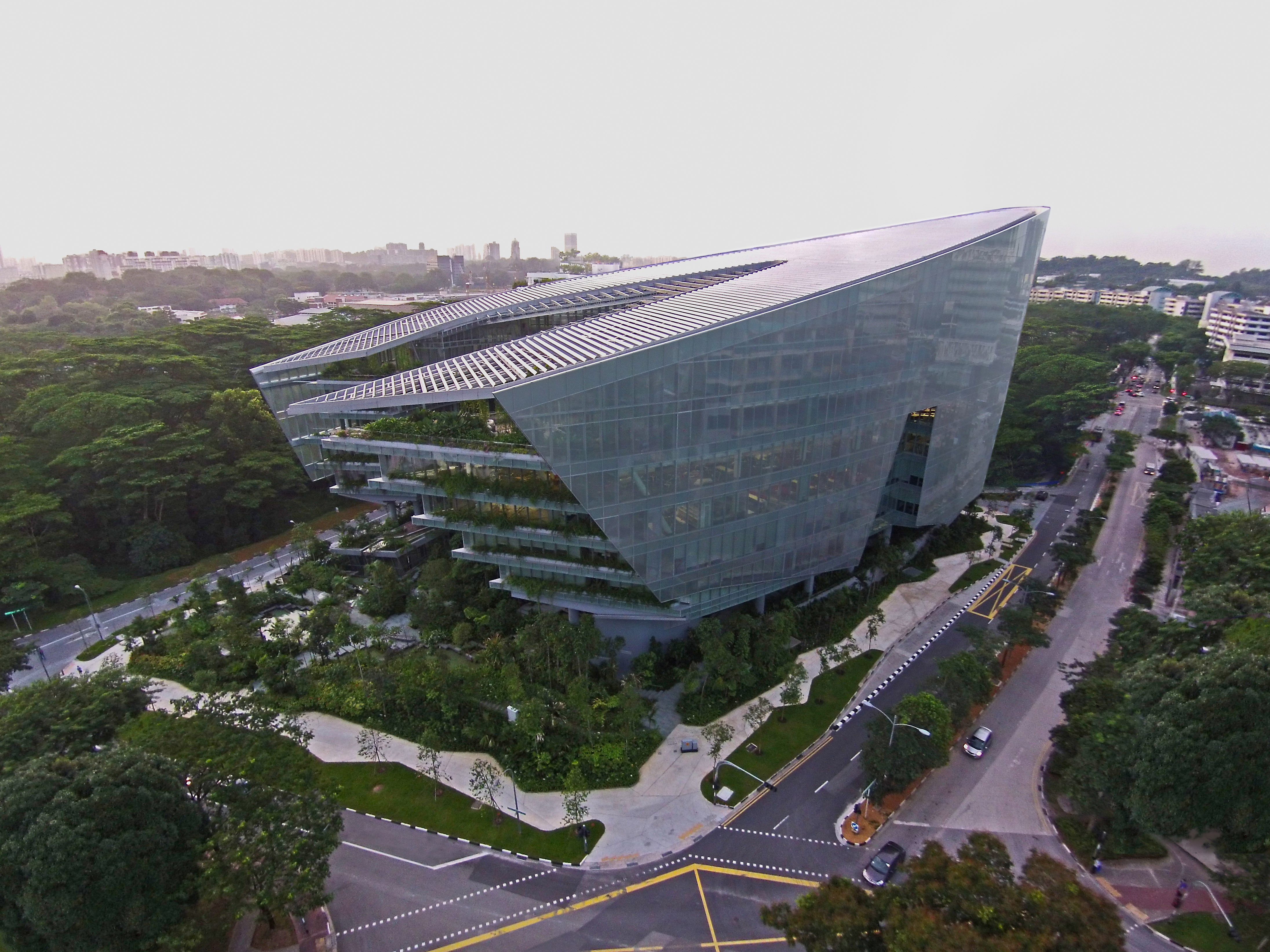
Sandcrawler (CX2-1) é um prédio de oito andares de propriedade da Lucas Real Estate Singapore e lar da Lucasfilm Singapore, Walt Disney Company (sudeste da Ásia) e ESPN Asia Pacific projetado por Aedas.

Fundada em 2003 em Singapura como um meio de explorar o pool de talentos, a Lucasfilm Animation Singapore (LAS) foi inaugurada em outubro de 2005. A LAS trabalha em estreita colaboração com a Lucasfilm Animation. A programação de produção do LAS também inclui contribuições para projetos de outras empresas da Lucasfilm. Enquanto o maior dos grupos de produção da LAS se concentrava em Star Wars: The Clone Wars, em julho de 2006 a LAS anunciou a criação do Game Group e do Digital Artists Group (DAG). Com dificuldade em atender aos requisitos técnicos e estéticos de Clone Wars, a LAS foi finalmente removida da produção e dispensou vários funcionários.
A Game Group desenvolveu e anunciou Star Wars: The Clone Wars – Jedi Alliance no Nintendo DS em 2008.
R2-D2 é apresentado no logotipo da empresa no final de Star Wars: The Clone Wars.
O Digital Artists Group atua como uma extensão da Industrial Light & Magic, contribuindo para o trabalho da ILM em efeitos visuais de longa-metragem. A LAS apoiou as produções de videogame da LucasArts e a Lucasfilm Animation.
Em novembro de 2007, a Lucasfilm Animation Singapore lançou o Jedi Masters Program, um aprendizado remunerado que oferece a jovens artistas oportunidades de orientação de profissionais da indústria na ILM, LucasArts e Lucasfilm Animation. O Jedi Masters Program possui instalações de sala de aula dentro do estúdio de Singapura e combina instrução em sala de aula com trabalho orientado em um ambiente de produção real.
Devido ao seu antigo prédio estar saturado, a Lucasfilm Singapore mudou-se para um novo prédio no início de 2014.

## Filmografia

### Filmes lançados
| # | Título                    | Diretor       | Data de lançamento    | Orçamento            | Bilheteria       | Rotten Tomatoes | Metacritic            |
| - | ------------------------- | ------------- | --------------------- | -------------------- | ---------------- | --------------- | --------------------- |
| 1 | Star Wars: The Clone Wars | Dave Filoni   | 15 de agosto de 2008  | US$ 8.5 milhões      | US$ 68.3 milhões | 18%             | 35[carece de fontes?] |
| 2 | Strange Magic             | Gary Rydstrom | 23 de janeiro de 2015 | US $70 - 100 milhões | US$ 13.6 milhões | 17%             | 25[carece de fontes?] |

### Séries de televisão
- Star Wars: The Clone Wars (2008–2013) para a Cartoon Network, (2014) para a Netflix, (2020) para o Disney+
- Star Wars Rebels (2014–18) para o Disney XD
- Star Wars Resistance (2018–20) para o Disney Channel e Disney XD
- Star Wars: The Bad Batch (2021–present) para o Disney+
- Star Wars: Visions (2021) para o Disney+
- Star Wars Detours (não exibido)

### Curtas e especiais
- Curtas de Star Wars Rebels (2014) para o YouTube
- Curtas de Star Wars Blips (2017) para o YouTube
- Curtas de Star Wars Forces of Destiny (2017–18) para o YouTube
- Especiais de Star Wars Forces of Destiny (2017–18) para o Disney XD
- Curtas de Star Wars Resistance(2018) para o YouTube